# Alexander Heidecker
Alexander Heidecker (2. září 1898 – ) byl český fotbalista, útočník.

## Fotbalová kariéra
Hrál za DFC Prag. V nejvyšší soutěži nastoupil v roce 1925 za DFC Prag ve 2 utkáních a dal 1 gól.

## Ligová bilance
| Ročník              | Zápasy | Góly | Klub     |
| ------------------- | ------ | ---- | -------- |
| Asociační liga 1925 | 2      | 1    | DFC Prag |
| CELKEM              | 2      | 1    |          |